# دانتي غاروو
دانتي غاروو (بالإسبانية: Dante Garro)‏ هو لاعب كرة قدم ومدرب كرة قدم أرجنتيني في مركز الوسط، ولد في 1951 في الأرجنتين، وتوفي في 13 نوفمبر 2008. لعب مع أتلتيكو أتلانتا.